# Eva Lopez Echegoyen

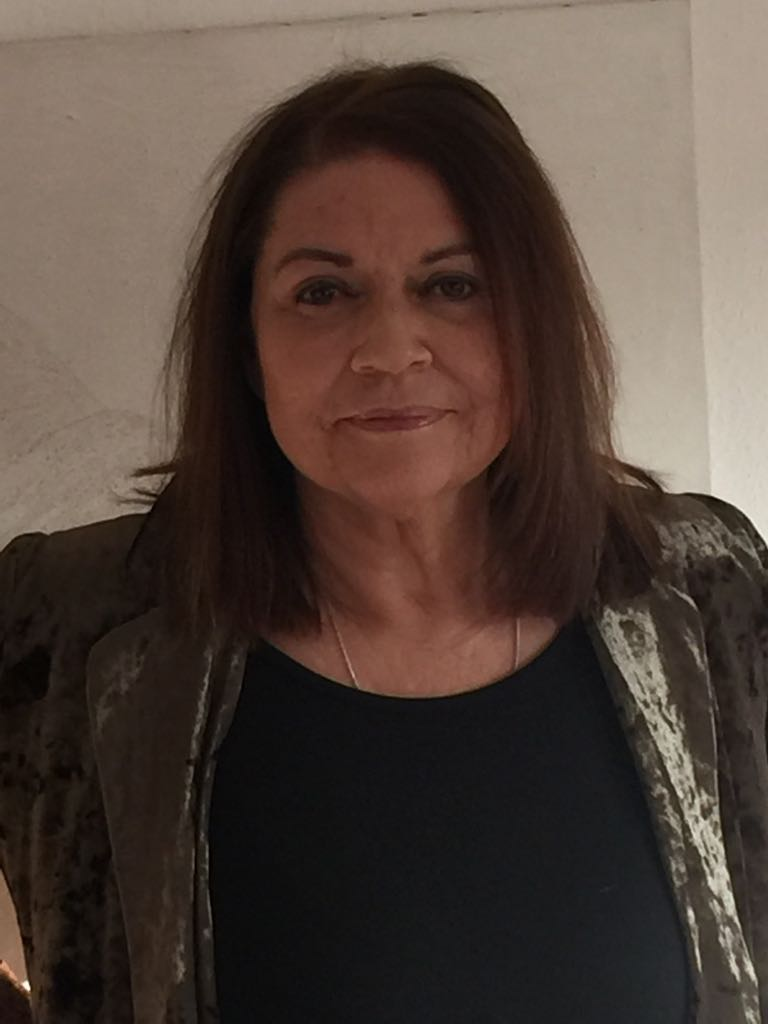
Eva Lopez Echegoyen

Eva Lopez Echegoyen (* in Graz, Österreich) ist eine deutsche Filmeditorin, die in Deutschland und den USA lebt und arbeitet.

## Leben und Wirken
1991 begann Eva Lopez Echegoyen ihre ersten Filmprojekte an der Deutschen Film- und Fernsehakademie Berlin (dffb) zu schneiden.

## Filmografie (Auswahl)
- 1993: The battle of the sacred Tree
- 1996: Die Rechte der Kinder
- 2001: HeliCops – Einsatz über Berlin
- 2002: Die Cleveren
- 2003: Starhunter 2300
- 2004: Berlin, Berlin
- 2005: Macho im Schleudergang
- 2005: Türkisch für Anfänger
- 2005: Dornröschen erwacht
- 2006: Der Kriminalist
- 2007: Allein unter Töchtern
- 2007: Post Mortem – Beweise sind unsterblich
- 2009: Killerjagd. Schrei, wenn du dich traust
- 2010: Das Glück ist eine Katze
- 2010: Unschuldig (Fernsehserie, 1 Folge)
- 2011: Offroad
- 2015: Die Chefin (Fernsehserie, 2 Folgen)
- 2015: Unterm Radar
- 2016: Die Diplomatin  – Das Botschaftsattentat
- 2018: Tatort – Borowski und das Haus der Geister
- 2019: Der Sommer nach dem Abitur
- 2020: Unsere wunderbaren Jahre (Fernsehserie, 3 Folgen)
- 2021: Eine riskante Entscheidung
- 2023: Meine Freundin Volker

## Auszeichnungen und Nominierungen
- 2007: Grimme-Preis für Türkisch für Anfänger[1]
- 2011: Nominierung Grimme-Preis für Im Dschungel[2]
- 2015: „Winter Film Award“ als bester Film für Innenkind[3]
- 2016: „Gold World Medal of the New York Festivals“ für Unterm Radar[4]